# Бронз Йосип Львович
Бронз Йосип Львович (25 серпня 1936 — 2 листопада 2021) — видатний український адвокат, голова Ради адвокатів Одеської області, Почесний громадянин Одеської області, кавалер ордена «За заслуги».

## Освіта
У 1967 р. закінчив юридичний факультет Одеського університету ім. І. І. Мечникова.

## Початок практичної діяльності
Цього ж року був прийнятий стажистом в Одеську обласну колегію адвокатів.
Вісім років працював у юридичних консультаціях Одеської області і 1974 року був переведений в Іллічівську юридичну консультацію м. Одеси.
У 1978 році був обраний членом Президії колегії адвокатів; 1985 року призначений заступником Голови колегії, а з 2012 року обраний Головою колегії адвокатів.
Після ухвалення Закону України «Про адвокатуру та адвокатську діяльність», у жовтні 2012 р. обраний Головою Ради адвокатів Одеської області.
У 1989 р. брав активну участь у створенні Спілки адвокатів СРСР і на установчому з'їзді був обраний секретарем Спілки адвокатів (від України), а з 1992 р., у зв'язку з реорганізацією Спілки адвокатів, і донині обирається Віцепрезидентом нового Міжнародного Союзу (співдружності) адвокатів.
З 1990 р. брав участь у створенні Спілки адвокатів України, на установчому з'їзді якої виступав з доповіддю; його було обрано Головою комітету з професійної етики та членом Вищої кваліфікаційної комісії адвокатури, а згодом — Віце-президентом цієї Спілки.

## Спадщина
Упродовж 45-и років (кожні 10 років) видавав збірник практики Верховного Суду України з питань кримінального права і процесу.
У 2016 р. видав «Новітню історію адвокатури України» на основі документів і статей з проблем адвокатури  .
Регулярно виступав по телебаченню та у пресі з проблемних питань адвокатської діяльності; організовував та брав участь у проведенні конференцій і семінарів з підвищення професійного рівня адвокатів, а також у підготовці юристів до складання кваліфікаційного іспиту на предмет отримання свідоцтва про право на заняття адвокатською діяльністю.

## Книги та видання
- Адвокатура Одеси та Одеської області: історичні нариси : монографія [6] [7].

## Нагороди
У 1992 р. Указом Президента України присвоєно звання «Заслужений юрист України».
У 2002 р. нагороджений орденом «За заслуги» 3-го ступеня, а у 2016 р. — орденом «За заслуги» 2-го ступеня.
У 2021 році став Почесним громадянином Одеської області.